# Matthew Nelson
Matthew Gray Nelson (Santa Monica, 20 settembre 1967) è un cantante, compositore e musicista statunitense.

## Biografia
Figlio dell'attrice Kristin Harmon e del musicista Ricky Nelson, dal 1990 è membro del gruppo musicale Nelson.
Ha un gemello (Gunnar), un fratello (Sam) e una sorella (Tracy). È stato sposato con l'attrice e modella Yvette Nelson, da cui ha divorziato nel settembre 2011. Si è poi risposato con Kari Ahlstrom il 23 settembre 2013 da cui ha avuto il primo figlio: Ozzie Matthew Nelson. Suo zio materno è l'attore e produttore televisivo Mark Harmon.
Matthew suona diversi strumenti musicali: basso, chitarra acustica, chitarra elettrica e pianoforte.
Nel 1995 ha fondato insieme al gemello l'etichetta discografica Stone Canyon Record, dopo aver lasciato la Geffen Records.